# Kanton Wipperfürth
Der Kanton Wipperfürth war ein Kanton im Arrondissement Elberfeld im Rheindepartment von 1807 bis 1813.

## Geschichte
Nach der Gründung des Großherzogtums Berg im Jahr 1806 ging die großherzogliche Verwaltung im Oktober 1807 daran, das Land nach den in Frankreich bekannten Verwaltungsstrukturen zu organisieren. Die alten Strukturen und Ämter – also auch das Amt Steinbach – wurden aufgelöst. Das bergische Staatsgebiet wurde in Départements, Arrondissements, Kantone und Mairien eingeteilt.
Der Kanton Wipperfürth war unterteilt in die Mairien Klüppelberg, Kürten, Olpe und Wipperfürth. Nach dem Zusammenbruch der napoleonischen Herrschaft wurden die Arrondissements und Kantone aufgelöst. Die vier Mairien des Kantons bestanden als Bürgermeistereien im preußischen Kreis Wipperfürth fort.